# Sinningia villosa
Sinningia villosa é uma espécie de planta do gênero Sinningia e da família Gesneriaceae. 

## Taxonomia
O seguinte sinônimo já foi catalogado:  
- Gloxinia villosa  (Lindl.) Mart.

## Forma de vida
É uma espécie rupícola e herbácea. 

## Descrição
Planta 20-60 centímetros de altura,  lâmina das folhas crenulada a serreada com face adaxial pubescente,cálice verde a vináceo com lacínias livres por pelo menos 1/2 do 
comprimento, corola creme a amarela pura ou com uma rede de linhas ou pontuações vináceas na parte tubulosa, pilosa. 
| Caule                               | Caule                          |
| ----------------------------------- | ------------------------------ |
| caule aéreo                         | perene na base somente         |
| tubérculo                           | presente                       |
| Folha                               |                                |
| filotaxia                           | oposta                         |
| simetria da lâmina                  | simétrica                      |
| formato da lâmina                   | oblongo - ovada                |
| ápice da lâmina                     | agudo                          |
| base da lâmina                      | cordada/obtusa                 |
| margem da lâmina                    | crenulada/serreada             |
| indumento da face abaxial da lâmina | pubérulo                       |
| Inflorescência                      |                                |
| organização                         | simples                        |
| posição                             | axila de folha                 |
| Flor                                |                                |
| formato da lacínia do cálice        | lanceolada/linear - lanceolada |
| indumento da lacínia do cálice      | pubescente                     |
| formato da corola                   | tubulosa                       |
| cor do tubo da corola               | amarelo/creme                  |
| lobo da corola                      | subiguais                      |
| Fruto                               |                                |
| consistência                        | seca                           |

## Conservação
A espécie faz parte da Lista Vermelha das espécies ameaçadas do estado do Espírito Santo, no sudeste do Brasil. A lista foi publicada em 13 de junho de 2005 por intermédio do decreto estadual nº 1.499-R. 

## Distribuição
A espécie é encontrada nos estados brasileiros de Bahia, Espírito Santo e Minas Gerais. 
A espécie é encontrada no domínio fitogeográfico de Mata Atlântica, em regiões com vegetação de floresta ombrófila pluvial.